# Xizhou
Xizhou (cinese tradizionale: 溪州鄉, Wade-Giles: Sijhou) è una città rurale di Taiwan, situata nella Contea di Changhua.
La sua popolazione a metà del 2010 ammontava a 31.849 abitanti, per un'area di superficie di 75,8310 km2.
Tra i cittadini illustri nati nella cittadina, figura il cantante e produttore discografico Bobby Chen.